# Level Octave
Level octave es el octavo álbum del grupo japonés de música electrónica, I've Sound. Este disco fue publicado dos años después del lanzamiento de Extract, tenido lugar dos años antes.
La publicación de este álbum tuvo lugar en mitad de un contexto de cambios profundos dentro de la banda, como por ejemplo la marcha de KOTOKO, que anunciaba su abandono en agosto del 2011, poniendo fin a once años como vocalista integrante de la banda. Por otro lado, destaca la marcha de Eiko Shimamiya, que también había anunciado su abandono a principios de aquel año tras permanecer en la banda desde su fundación. Es necesario destacar por otro lado, la cada vez menor presencia de MELL, que permanece inactiva desde enero del año 2011.
Entre otros cambios tenidos lugar en el seno del grupo, destaca la llegada a la banda de Airi Kirishima, Nami Maisaki y Rin Asami, todas ellas agrupadas como Larval stage planning. Por otro lado, cabe destacar el inesperado regreso de MAKO, que en el 2011, volvió a la banda tras más de una década de ausencia del grupo.
La mayor parte de las canciones que forman parte de este disco fueron en su día utilizadas como temas de apertura de videojuegos para adultos, siendo grabadas entre los años 2005 y 2012. Las cantantes que intervienen en este disco son: KOTOKO, con cuatro canciones, Kaori Utatsuki, con tres canciones, y Mami Kawada, Airi Kirishima, Nami Maisaki, Rin Asami Larval stage planning, MAKO y Lia, con una canción cada una.
Este disco al contrario que todos los anteriores de I've Sound, destaca por abarcar en su tracklist, canciones que fueron anteriormente publicadas en el mercado como singles. Estos son: U make ai dream, Rolling star, y Light colors.
El disco se publicó finalmente, el 8 de agosto de 2012.

## Canciones
1. KOTOKO: U make ai dream (Canción de apertura de "@i space")
Letra: KOTOKO
Composición y arreglos: Kazuya Takase
2. Lia: Light colors (Canción de apertura de "Tomoyo after")
Letra: Shinji Orito
Composición y arreglos: Kazuya Takase
3. Larval stage planning: Rolling star (Canción de aperutra de "Kisaragi gold Star")
Letra: KOTOKO
Composición y arreglos: Maiko Iuchi
4. KOTOKO: Gensou no requiem (Canción de apertura de "Prism Ark")
Letra: KOTOKO
Composición y arreglos: CG Mix
5. Rin Asami: Lead to the smile (Canción de apertura de "Toraba")
Letra: Mami Kawada
Composición y arreglos: Maiko Iuchi
6. Mami Kawada: Innitiative (Canción de apertura de "Koi to senkyou to chocolate")
Letra: Mami Kawada
Composición y arreglos: Tomoyuki Nakazawa
7. Kaori Utatsuki: Eien, Chiisana hikari (Canción de cierre de "Nekonade Distortion")
Letra: Kaori Utatsuki
Composición y arreglos: Maiko Iuchi
8. Kaori Utatsuki: Hold on me (Canción de apertura de "Love Bride Eve")
Letra: Kaori Utatsuki
Composición y arreglos: CG Mix
9. Airi Kirishima: In my world (canción de apertura de "Nekonade distorition II, EXODUS")
Letra: Mami Kawada
Composición y arreglos: Takeshi Ozaki
10. Kaori Utatsuki: Nijiiro rock and roll (Canción de apertura de "Tsuyokiss 3 gakki")
Letra: Kaori Utatsuki
Composición: Tomoyuki Nakazawa
Arreglos: Tomoyuki Nakazawa y Takeshi Ozaki
11. KOTOKO: Bloom (Canción de apertura de "Motto nee chanto shiyo yo, After story")
Letra: KOTOKO
Composición y arreglos: Maiko Iuchi
12. KOTOKO: Presto (Canción de apertura de "Hatsu yuki sakura")
Letra: KOTOKO
Composición y arreglos: Tomoyuki Nakazawa y Takeshi Ozaki
13. Nami Maisaki: A piece of my heart (Canción de cierre de Koi to senkyou to chocolate)
Letra: Mami Kawada
Composición y arreglos: Tomoyuki Nakazawa y Takeshi Ozaki
14. MAKO: LEVEL OCTAVE (Canción original del disco)
Letra: MAKO
Composición y arreglos: Kazuya Takase